# 科爾尼鄉 (博托沙尼縣)
47°39′N 26°35′E / 47.650°N 26.583°E
科爾尼鄉（羅馬尼亞語：Comuna Corni, Botoșani），是羅馬尼亞的鄉份，位於該國東北部，由博托沙尼縣負責管轄，面積71平方公里，海拔高度290米，2007年人口6,695，人口密度每平方公里94人。